# Жевлаков, Марцин
Ма́рцин Жевла́ков (пол. Marcin Żewłakow; 22 апреля 1976, Варшава) — польский футболист, нападающий. Выступал за сборную Польши.

## Карьера
Прежде Жевлаков играл за такие клубы как «Полония», «Беверен» (Бельгия), «Мускрон» (Бельгия), «Мец» (Франция) и «Гент» (Бельгия). В составе «АПОЭЛ» он выиграл чемпионат Кипра 2008/09, а также Суперкубок Кипра в 2008 и 2009 годах. В групповом турнире Лиги Чемпионов 2009/10 Марцин провёл 3 игры и забил 1 мяч в матче против «Челси» на Стэмфорд Бридж (2:2).
26 февраля 2013 года объявил о завершении карьеры.
В составе сборной Польши Марцин принимал участие в финальном турнире Чемпионата мира 2002, отметившись забитым мячом в игре со сборной США (3:1).

## Личная жизнь
Его брат-близнец Михал — тоже футболист, защитник варшавской «Легии». Они играли вместе в «Полонии», «Беверене» и «Мускроне», а также в составе национальной сборной на Чемпионате мира 2002 в Японии и Корее.